# ロードハウス/孤独の街
『ロードハウス/孤独の街』（原題: Road House）は、1989年製作のアメリカ合衆国のアクション映画。
酒場の用心棒を主人公にした格闘アクション映画。ジョエル・シルバー製作、パトリック・スウェイジ主演。日本でのビデオタイトルは『ロードハウス/誓いのカクテル』。

## あらすじ
名うての用心棒として知られるダルトンは、飲食店“ダブル・デュース”を経営するティルマンから、店で用心棒をして欲しいと依頼される。破格の待遇で雇われたダルトンは、荒れに荒れた店を自分なりの方法で統制し、秩序を回復していく。
しかしある夜、ダルトンは素行不良を理由にクビにした元用心棒たちに襲われ、相手を倒したものの、自分も負傷する。彼を襲った連中は地元の実力者ブラッドの手下で、ブラッドは自分の縄張りを荒らすダルトンを痛い目にあわせようと企んだのだ。
女医クレイの手当てを受けたダルトンは、やがて彼女と激しい恋におちる。しかし、ブラッドもまたクレイに惚れていたことから、ブラッドのダルトンに対する憎悪は増大していき、ついに激しい戦いが始まる。

## キャスト
| 役名                 | 俳優                       | 日本語吹替 | 日本語吹替   |
| 役名                 | 俳優                       | VHS版      | テレビ東京版 |
| -------------------- | -------------------------- | ---------- | ------------ |
| ジェームズ・ダルトン | パトリック・スウェイジ     | 三田村邦彦 | 大滝進矢     |
| ブラッド・ウェスリー | ベン・ギャザラ             | 富田耕生   | 麦人         |
| エリザベス・クレイ   | ケリー・リンチ             | 鈴木弘子   | 鈴鹿千春     |
| ウェイド・ギャレット | サム・エリオット           | 池田勝     | 田原アルノ   |
| フランク・ティルマン | ケヴィン・タイ             | 麦人       |              |
| ジミー               | マーシャル・R・ティーグ    |            |              |
| キャリー             | キャスリーン・ウィルホイト |            |              |
| アーニー             | キース・デイヴィッド       |            |              |
| モーガン             | テリー・ファンク           |            |              |
| コディ               | ジェフ・ヒーリー           | 津久井教生 |              |

VHS版吹替その他、島香裕、北村弘一、加藤正之、石森達幸、伊倉一恵、立木文彦、稲葉実、小室正幸、ならはしみき、伊原奈津子
テレビ東京版吹替その他、西村知道、稲葉実、小林優子、茶風林、星野充昭、仲野裕、古田信幸、中田和宏、辻親八、水野龍司、菅原正志、長島雄一、喜田あゆ美、榎本智恵子、高木渉、小形満、大川透、田村三郎、中澤やよい、野本絵理
- テレビ東京版：初回放送1994年11月25日『木曜洋画劇場』

## 評価
第10回ゴールデンラズベリー賞で5部門にノミネートされた（いずれも受賞はせず）。
- 最低作品賞
- 最低監督賞
- 最低脚本賞
- 最低主演男優賞（パトリック・スウェイジ）
- 最低助演男優賞（ベン・ギャザラ）

## リメイク
2015年、リメイクされる事が決定し、監督・脚本はニック・カサヴェテス、主演は女性格闘家のロンダ・ラウジーが勤める予定だったが中止となった。
その後、再度リメイクが発表され、監督はダグ・リーマン、脚本はアンソニー・バガロッツィとチャールズ・モンドリー、主演はジェイク・ギレンホールが勤め、Amazon Prime Videoで2024年3月21日より全世界同時配信された。